# Brzustówka
Brzustówka – dawna wieś, a obecnie osiedle w północnej części Radomia.
Brzustówka rozciąga się wzdłuż ulicy Brzustowskiej. Sąsiaduje z osiedlami: Mleczna, Stara Wola Gołębiowska, Gołębiów, Gołębiów II, Akademickie, Michałów i Józefów.
Na terenie osiedle istnieje głównie zabudowa jednorodzinna. Około 85% powierzchni osiedla stanowią tereny rolne.
W rejestrze TERYT Brzustówka wydzielona jest jako część miasta z identyfikatorem SIMC 0972772.